# Пироптоз
Пиропто́з (англ. pyroptosis) — вид программируемой некротической гибели клетки, при котором в результате активации каспазы 1 происходит нарушение целостности плазматической мембраны и быстрое высвобождение наружу содержимого клетки. Характерной чертой пироптоза является зависимое от каспазы 1 активное выделение клеткой интерлейкинов IL‑1β и IL‑18, что приводит к воспалению. Пироптоз служит защитным механизмом врождённого иммунитета, ограничивающим размножение внутриклеточных патогенов, однако этот тип гибели клеток не ограничивается бактериальными инфекциями.

## История
Впервые явление пироптоза описали Артуро Зихлински с коллегами в 1992 году, когда изучали литическую форму гибели макрофагов, заражённых Shigella flexneri. Поначалу этот вид клеточной гибели приняли за апоптоз, поскольку для него оказались характерны некоторые черты, присущие апоптозу: фрагментация ДНК, конденсация ядер, а также зависимость от каспаз. Позднее была описана форма клеточной гибели макрофагов, заражённых Salmonella enterica subsp. enterica (серовар Typhimurium); она оказалась зависимой от каспазы 1 и совершенно отличной от апоптоза. Для неё в 2001 году был предложен термин «пироптоз». Греческий корень «пиро» означает «огонь», что указывает на воспалительную природу этой формы гибели, а корень «птоз» («опадение») используется в названиях других форм клеточной гибели.

## Ключевые особенности
Пироптоз определяется рядом критериев. Во-первых, пироптоз запрограммирован воспалительными каспазами. Для пироптоза необходима протеолитическая активность каспаз, но не аутопротеолитический процессинг (то есть разрезание каспазами друг друга, приводящее к их активации). В большинстве случаев пироптоза каспазы активируются иначе, то есть не разрезанием друг друга, а при непосредственном участии особого комплекса — инфламмасомы, содержащей домен CARD. Во-вторых, активация воспалительных каспаз приводит к образованию пор в плазматической мембране, и клетка при этом становится проницаемой для красителей с малой молекулярной массой, для которых мембрана непроницаема, как то: 7-аминоактиномицин D (7-AAD), бромистый этидий (EtBr) и иодистый пропидий (PI). По-видимому, эти поры имеют диаметр 1,1—2,4 нм. При апоптозе, наоборот, клеточная мембрана остаётся интактной и клетка распадается на апоптотические тельца, которые не окрашиваются 7-AAD или PI.
После нарушения целостности мембраны в клетку устремляются ионы и вода, в результате чего клетка набухает и подвергается лизису, высвобождая наружу своё содержимое. После разрушения мембраны внутренняя сторона плазматической мембраны оказывается выставленной во внеклеточную жидкость, а потому может быть окрашена аннексином V, который связывается с фосфатидилсерином (PS) — фосфолипидом, встречающимся только во внутренней стороне клеточной мембраны. При апоптозе флиппаза перемещает PS в наружный слой мембраны, благодаря чему становится возможным окрашивание аннексином V. Таким образом, окрашивание аннексином V не даёт возможности отличить апоптоз от пироптоза.
В-третьих, при пироптозе в клетках происходит фрагментация ДНК, а TUNEL-анализ даёт положительный результат, однако не такой интенсивный, как при апоптозе. Более того, «эффект лестницы» ДНК (англ. DNA laddering) при пироптозе выражен слабо. Как и при апоптозе, происходит конденсация хроматина, однако ядро остаётся интактным. При апоптозе повреждение ДНК обеспечивается работой ДНКазы, активируемой каспазами (CAD), а при пироптозе этот фермент остаётся связанным со своим ингибитором ICAD (хотя в условиях in vitro каспаза 1 может расщеплять ICAD). Вместе с тем разрушение ДНК не является необходимым для пироптоза, и подавление фрагментации ДНК с помощью ингибиторов нуклеаз не предотвращает лизис клеток.
Наконец, при непрограммируемой некротической литической гибели клетки повреждение ДНК активирует полимеразу ADP-рибозы (PARP), которая расходует NAD+, тем самым понижая уровень АТР в клетке. Эффекторные каспазы апоптоза разрезают и инактивируют PARP, поддерживая уровень АТР в клетке, достаточный для дальнейшего хода апоптоза. Однако при пироптозе, индуцируемом Salmonella typhimurium, PARP не инактивируется, хотя in vitro каспаза 1 может разрезать PARP. Неизвестно, может ли каспаза 11 расщеплять ICAD или PARP in vitro, подобно каспазе 1. Макрофаги, лишённые PARP, успешно подвергались пироптозу, поэтому PARP не необходима для пироптоза. Было показано, что in vitro PARP-1 может выступать кофактором ядерного фактора-κВ (NF-κB) в регуляции транскрипции каспазы 11, индуцированной липополисахаридом (LPS). Однако нокдаун PARP-1 при помощи shРНК никак не влиял на индуцированную интерфероном γ (IFN-γ) транскрипцию каспазы 11, поэтому PARP-1, видимо, не участвует в пироптозе, опосредованном каспазой 11. Пироптоз отличен также и от программируемой некротической гибели клетки (некроптоза); ключевые отличия пироптоза, апоптоза и некроптоза резюмированы в таблице ниже.
| Параметр сравнения              | Пироптоз            | Апоптоз             | Некроптоз     |
| ------------------------------- | ------------------- | ------------------- | ------------- |
| Воспаление                      | Есть                | Нет                 | Есть          |
| Литический/нелитический         | Литический          | Нелитический        | Литический    |
| Инициаторные каспазы            | Каспазы 1, 4, 5, 11 | Каспазы 2, 8, 9, 10 | Нет           |
| Эффекторные каспазы             | Нет                 | Каспазы 3, 6, 7     | Нет           |
| Повреждение ДНК Эффект лестницы | Нет                 | Есть                | Нет           |
| TUNEL-анализ                    | Положительный       | Положительный       | Положительный |
| Разрушение ICAD                 | Нет                 | Да                  | Нет           |
| Конденсация хроматина           | Да                  | Да                  | Нет           |
| Интактность ядра                | Да                  | Нет                 | Да            |
| Образование пор в мембране      | Да                  | Нет                 | Да            |
| Разрушение PARP                 | Нет                 | Да                  | Нет           |
| Окрашивание аннексином V        | Положительное       | Положительное       | Положительное |

## Молекулярные механизмы
Пироптоз запускается сигналами опасности, которые распознаются во вне- и внутриклеточной среде двумя группами рецепторов опознавания паттерна: Nod-подобными рецепторами (NLR), находящимися в цитоплазме, и Toll-подобными рецепторами (TLR), расположенными в плазматической мембране. Эти сигналы опасности могут выделяться патогенными организмами, при повреждениях тканей. При связывании с NLR внутриклеточных бактериальных, вирусных или принадлежащих самой клетке сигналов опасности начинается сборка мультибелкового комплекса — инфламмасомы (от англ. inflammation — воспаление). Сборка инфламмасомы приводит к активации каспазы 1, которая необходима для образования и выделения провоспалительных цитокинов. Наиболее хорошо изученная инфламмасома, NLRP3, имеет домены трёх главных типов: домены, содержащие обогащённые лейцином повторы (LRR), центральный нуклеотид-связывающий домен олигомеризации (NBD) и N-концевой пириновый домен (PYD). Взаимодействие каспазы 1 и NLRP3 осуществляется при помощи адаптерного белка ASC. ASC содержит домен активации и рекрутирования каспаз (CARD-домен), который связывается с прокаспазой 1 и облегчает её активацию через взаимодействие с её доменом CARD. В результате прокаспазы 1 сближаются, димеризуются и разрезают друг друга на фрагменты p10 и p20, которые способы осуществлять процессинг про-IL-1β и про-IL-18. В других случаях инфламмасома активирует каспазу 1 через другие белки, содержащие домен CARD или PYD.
Ключевая роль каспазы 1 в пироптозе была продемонстрирована в 1995 году в экспериментах с мышами, нокаутными по каспазе 1: их клетки были неспособны к пироптозу. Впрочем, в 2011 году было показано, что все эти мыши несли ещё и сопутствующую мутацию в гене каспазы 11. Поэтому каспаза 11 (человеческие ортологи — каспазы 4 и 5) также играет важную роль в пироптозе и врождённой защите от внутриклеточных патогенов. Более того, каспаза 11 может усиливать активацию каспазы 1 при инфекциях, вызванных грамотрицательными бактериями, так что обе эти каспазы могут инициировать пироптоз.
Для прохождения пироптоза необходима протеолитическая активность каспаз, и при пироптозе происходит разрушение или нарушение работы ряда белков, необходимых для функционирования и выживания клетки. К настоящему моменту известно множество мишеней каспазы 1. Среди них белки цитоскелета, внутриклеточного транспорта, трансляции и ключевых метаболических путей (например, гликолитические ферменты альдолаза, триозофосфатизомераза, глицеральдегид-3-фосфатдегидрогеназа, енолаза и пируваткиназа). Кроме того, каспаза 1 процессирует и другие каспазы: 4, 5 и 7. Хотя каспаза 7 является эффекторной каспазой апоптоза, её активация для пироптоза необязательна, что свидетельствует о различиях в сигнальных путях этих двух видов клеточной гибели.
Ранним этапом пироптоза является образование небольших пор в клеточной мембране, проницаемых для катионов. Это нарушает ионный баланс клетки и приводит к её набуханию и лизису. Через эти поры в клетку входят ионы Ca2+, которые участвуют во многих клеточных событиях, связанных с каспазой 1. Лизису клетки предшествуют конденсация ядра, фрагментация ДНК, а также секреция IL-1β и IL-18. Кальций также способствует экзоцитозу лизосом, которые «закрывают» прорехи в мембране и делают возможным высвобождение антимикробных соединений. Эти соединения убивают бактерий, находящихся во внутриклеточной среде. Кроме того, путём экзоцитоза до лизиса клетки наружу выделяются фагоцитированные частицы и внутриклеточные патогены.
В ходе пироптоза из клетки высвобождаются так называемые молекулярные паттерны, связанные с повреждениями (англ. Damage-associated molecular patterns, DAMP), которые во внеклеточной среде выступают сильными провоспалительными факторами. К их числу принадлежат АТФ, ДНК, РНК, белки теплового шока. DAMP запускают воспалительные процессы в клетках, активируют выделение цитокинов и усиливают нацеливание Т-клеток на определённые мишени. Один из DAMP, HMGB1, играет особую роль в пироптозе. HMGB1 — это ядерный транскрипционный фактор, который высвобождается наружу при пироптозе и активирует клеточные рецепторы TLR4 и RAGE, которые, в свою очередь, активируют выделение цитокинов и миграцию клеток. Показано, что один только HMGB1, без IL-1β, IL-18 и других DAMP, может вызывать воспаление.
Сигнальные липиды группы эйкозаиноидов, такие как лейкотриены и простагландины, увеличивают проницаемость кровеносных сосудов и способствуют воспалению. В 2012 было показано, что входящий ток кальция после активации каспазы 1 может индуцировать синтез эйкозаиноидов. При этом глицин, ингибирующий лизис клетки, но не секреторные пути, связанные с каспазой 1, не блокировал выделение эйкозаноидов, подтверждая, что они действительно секретируются, а не просачиваются во внешнюю среду пассивно при увеличении проницаемости мембраны. Сигнальные пути эйкозаиноидов не всегда связаны с активацией каспазы 1, однако они представляют собой очень быстрый и сильный провоспалительный сигнал, запускаемый каспазой 1.
В ходе ряда исследований было показано, что активация каспазы 1 и аутофагия антагонистичны по отношению друг к другу: активная каспаза 1 подавляет аутофагию, а аутофагия мешает активации каспазы 1 и уменьшает количество IL-1β и инфламмасом в цитозоле.

## Пироптоз и патогены
Важность пироптоза как механизма, который удаляет патогенов из внеклеточной среды, для которой они приспособлены, подтверждается тем фактом, что у многих патогенов имеются механизмы, позволяющие им избежать этой реакции врождённого иммунитета. Среди таких патогенов есть как бактерии, так и вирусы. В общем, можно выделить три основных направления, на которых основаны эти механизмы избегания пироптоза.
- Патогены могут ограничивать экспрессию лиганда, активирующего инфламмасомы, компартментами, недоступными для инфламмасом, или делать так, чтобы лиганд не мог связаться с NLR.
- Патогены модифицируют структуру лиганда так, чтобы инфламмасомы не могли распознавать её;
- Патогены непосредственно блокируют функционирование инфламмасом.

Стоит подчеркнуть, что, в зависимости от патогена, для него может быть важным заблокировать не только пироптоз, но также секрецию интерлейкинов IL-1b и (или) IL-18 (или только её, без блокировки пироптоза).
В таблице ниже представлены стратегии, которые различные патогены используют для того, чтобы избежать пироптоза.
| Патоген                                     | Стратегия | Эффектор                            | Инфламмасома/каспаза    |
| ------------------------------------------- | --- | ----------------------------------- | ----------------------- |
| Бактерии Salmonella typhimurium             | Подавление экспрессии флагеллина (он активирует инфламмасомы) Модификация лигандов Поддержание стабильности вакуолей, в которых заключены бактерии | Флагеллин T3SS SifA                 | NLRC4 NLRC4 NLRC4/NLRP3 |
| Francisella novicida                        | Альтернативная структура LPS, не распознаваемая каспазой 11 Поддержание стабильности клеточной стенки                                              | Тетраацетилированный LPS CRISPR-Cas | Каспаза 11 AIM2         |
| Listeria monocytogenes                      | Подавление экспрессии флагеллина Ограничение экспрессии листериолизина О (LLO) вакуолями                                                           | Флагеллин/MogR LLO                  | NLRC4 NLRP3             |
| Yersinia pseudotuberculosis                 | Подавление активации каспазы 1 | YopM                                | Каспаза 1               |
| Legionella pneumophila                      | Поддержание стабильности вакуолей | ShdA                                | NLRC4, AIM2, каспаза 11 |
| Shigella flexneri                           | Подавление активации каспазы 1 | OspC3                               | Каспаза 4               |
| Вирусы Вирус миксоматоза                    | Подавление активации каспазы 1 | M13L-PYD                            | Каспаза 1               |
| Вирус коровьей оспы                         | Подавление активации каспазы 1 | CrmA                                | Каспаза 1               |
| Простой вирус герпеса саркомы Капоши (KHSV) | Подавление инфламмасомы NLRP1 | Orf16                               | NLRP1                   |

Кроме вышеперечисленных бактерий, механизмами избегания пироптоза обладают такие бактерии, как Anaplasma phagocytophilum, Burkholderia thailandensis, Burkholderia pseudomallei. Кроме того, инфламмасомы связаны с развитием некоторых протозойных инфекций, например, вызванных Trypanosoma cruzi, Toxoplasma gondii, Plasmodium spp. и Leishmania.

## Физиологическое и клиническое значение
Как упоминалось выше, пироптоз представляет собой важный защитный механизм врождённого иммунитета, поскольку запускает воспалительный процесс. Кроме того, пироптоз наряду с некроптозом служит важным механизмом элиминирования заражённых клеток. Однако при системных инфекциях это распространяется и на гемопоэтические стволовые и прогениторные клетки, результатом чего становятся нарушения гематопоэза, цитопения и иммуносупрессия. Вместе с тем, постоянное воспаление связано со многими заболеваниями, в числе которых метаболические нарушения, аутовоспалительные расстройства и повреждения печени.
Уровень экспрессии инфламмасомы NLRP3 и каспазы 1 непосредственно связан с выраженностью симптомов таких метаболических расстройств, как ожирение и сахарный диабет 2-го типа. Это связано с влиянием каспазы 1 на уровни IL-1β и IL-18, которые ослабляют секрецию инсулина. При сверхэкспрессии каспазы 1 поглощение клетками глюкозы уменьшается, и наступает состояние, известное как инсулинорезистентность. Далее оно ещё более усугубляется, поскольку IL-1β индуцирует разрушение β-клеток поджелудочной железы.
Мутации в генах, кодирующих компоненты инфламмасом, приводят к развитию аутовоспалительных заболеваний, известных как криопиринопатии. К числу этих заболеваний относятся синдром Макла — Уэльса, холодовая аллергия и мультисистемное воспалительное заболевание неонатального возраста. Все они характеризуются внезапными приступами жара и лихорадки и локализованными воспалениями; эти эффекты обусловлены чрезмерным образованием IL-1β.
Имеются свидетельства, что каспаза 1 вовлечена в патогенез и других заболеваний, связанных с гибелью клеток и воспалением, как то: инфаркт миокарда, церебральная ишемия, нейродегенеративные заболевания, воспалительные заболевания кишечника и эндотоксиновый шок. Возможно, пироптоз связан с развитием системной красной волчанки. Повреждение печени при тепловом ударе происходит из-за пироптоза.
Исследования 2014 года показали, что при ВИЧ-инфекции пироптоз лежит в основе уменьшения количества CD4+ Т-клеток и воспаления — двух характерных событий, которые происходят при переходе ВИЧ-инфекции в стадию СПИД. Из-за пироптоза при ВИЧ-инфекции создаётся «порочный круг»: погибающие пироптозом Т-клетки выделяют провоспалительные сигналы, которые привлекают другие Т-клетки в заражённую лимфоидную ткань, где они тоже умирают; таким образом, развивается хроническое воспаление и разрушение тканей. Возможно, безопасные и эффективные ингибиторы каспазы 1 могут разорвать этот цикл. Эти агенты могут стать новыми препаратами против ВИЧ-инфекции, которые действуют не на сам вирус, а на организм хозяина. Интересно, что дефектные по каспазе 1 мыши не демонстрируют видимых отклонений и развиваются нормально, поэтому ингибирование этого белка не будет иметь выраженных побочных действий у ВИЧ-инфицированных людей.